# Pulsatrix
Pulsatrix је род сова из фамилије правих сова. Такође их зову и сове наочарке због истакнутног изгледа лица. Јављају се искључиво у тропским и суптропским пределима Америке и Мексика, а раније и Аргентине.

## Опис
То су релативно велике сове, дужине тела 41-52 центиметра. Карактеристика рода је недостатак ушију, тј. ушног перја, па им због тога глава изгледа округло. Све врсте из рода имају беле или окер обрве и исто такво перје око кљуна, што им даје иглед као да имају наочаре, по чему су добиле и назив. Очи су велике и варирају од жуте до тамнобраон боје. Имају снажно формиране канџе. Перје грла и врата се такође разликује по боји од остатка горњег дела тела.

## Систематика
Род садржи следеће врсте:
Pulsatrix arredondoi је фосилна врста из касног плеистоцена, која је живела на Куби.